# KEIRINグランプリ2017
KEIRINグランプリ2017（ケイリングランプリにせんじゅうなな）は、2017年12月30日に平塚競輪場で行われた、KEIRINグランプリの33回目の開催。優勝賞金1億160万円（副賞込み）。

## 出場選手
- 2017年11月26日に行われた第59回朝日新聞社杯競輪祭決勝戦終了後、出場選手が決定された。
- 取得賞金順位は当年11月26日時点による。
- 車番については当年12月20日の夜にJKAから発表された[2]。
- 当年12月20日の夜にはグランドニッコー東京台場パレロワイヤルで、KEIRINグランプリ2017共同記者会見・前夜祭が行われた（ただし、深谷知広は腰痛のため欠席）[3][4]。
- KEIRINグランプリ初出場は、三谷竜生、諸橋愛、桑原大志の3名。

| 車番   | 選手名   | 登録地 | 出場要件事項                                                                                             |
| ------ | -------- | ------ | --- |
| 1      | 新田祐大 | 福島   | 第68回高松宮記念杯競輪（岸和田競輪場）・第59回朝日新聞社杯競輪祭 （小倉競輪場）優勝                      |
| 2      | 三谷竜生 | 奈良   | 第71回日本選手権競輪（京王閣競輪場）優勝                                                                 |
| 3      | 平原康多 | 埼玉   | 第32回読売新聞社杯全日本選抜競輪（取手競輪場）優勝                                                       |
| 4      | 深谷知広 | 愛知   | 取得賞金額 第7位                                                                                         |
| 5      | 諸橋愛   | 新潟   | 取得賞金額 第6位                                                                                         |
| 6      | 桑原大志 | 山口   | 取得賞金額 第9位                                                                                         |
| 7      | 渡邉一成 | 福島   | 第60回オールスター競輪（いわき平競輪場）・第26回寬仁親王牌・世界選手権記念トーナメント（前橋競輪場）優勝 |
| 8      | 武田豊樹 | 茨城   | 取得賞金額 第8位                                                                                         |
| 9      | 浅井康太 | 三重   | 取得賞金額 第5位                                                                                         |
| 誘導員 | 齊藤竜也 | 神奈川 | |

## 成績

### 競走成績
- 12月30日（土）[5][6][7]

| 着 | 車番 | 選手     | 登録地 | 級 班 | 着差    | 決まり手 | 上がり (秒) | H/B | 特記      |
| -- | ---- | -------- | ------ | ----- | ------- | -------- | ----------- | --- | --------- |
| 1  | 9    | 浅井康太 | 三重   | SS    |         | 差し     | 11.5        |     |           |
| 2  | 8    | 武田豊樹 | 茨城   | SS    | 1/2車身 | 差し     | 11.4        |     |           |
| 3  | 1    | 新田祐大 | 福島   | SS    | 2車身   |          | 11.4        |     |           |
| 4  | 2    | 三谷竜生 | 奈良   | SS    | 1/4車輪 |          | 11.4        |     |           |
| 5  | 7    | 渡邉一成 | 福島   | SS    | 1車身   |          | 11.4        |     |           |
| 6  | 3    | 平原康多 | 埼玉   | SS    | 4車身   |          | 12.3        |     |           |
| 7  | 6    | 桑原大志 | 山口   | SS    | -       |          | -           | S   | 落再入    |
| 8  | 4    | 深谷知広 | 愛知   | SS    | -       |          | -           | HB  | 落携入    |
| 失 | 5    | 諸橋愛   | 新潟   | SS    | -       |          | -           |     | 落棄 押上 |

### 配当金額
| 6=6 | 3,240円 |  |

| 1=8=9 | 3,310円 |  |

| 6-6 | 3,180円 |  |

| 9-8-1 | 28,230円 |  |

| 8=9 | 3,390円 |  |

| 1=8 | 660円 |  |
| 1=9 | 330円 |  |
| 8=9 | 800円 |  |

| 9-8 | 5,450円 |  |

### レース概要
諸橋が落車し、逃げる深谷と桑原が巻き込まれる。浅井が直線で抜け出し、2年ぶり2度目のグランプリ制覇を果たした。平原が不発の中、武田が追い込んで2年連続のグランプリ2着となり、人気を集めた新田は3着に終わった。なお、落車の原因を作った諸橋は失格となった。

## エピソード
- 平塚での開催は、山口幸二が優勝したKEIRINグランプリ2011以来6年ぶり。

- 地上波中継は「坂上忍の勝たせてあげたいTV～KEIRINグランプリ2017～」《日本テレビ系列全国ネット》[14][15]。解説は滝澤正光、実況は筒井大輔が担当。また、前年に続き初日に行われたオッズパーク杯ガールズグランプリ2017も、東京メトロポリタンテレビジョン（TOKYO MX）が「菊地亜美の女子力向上委員会～ガールズグランプリ2017生放送スペシャルin平塚～」として東京ローカルで中継している（レース映像は、CS中継を制作した多摩川電気のものを使用）。

- GP単体の売上は、50億6186万2100円[7]だった。

- シリーズ全体の目標額は125億円だった[16]が、シリーズ3日間の総売上は、113億9422万5200円だった。